# 杜蘭特 (愛荷華州)
杜蘭特（英語：Durant）是一個位於美國愛荷華州錫達縣、馬斯卡廷縣和斯科特縣的城市。

## 地理
杜蘭特的座標為41°36′04″N 90°54′33″W / 41.60111°N 90.90917°W，而該地的平均海拔高度為218米（即715英尺）。

## 人口
根據2010年美國人口普查的數據，杜蘭特的面積為2.98平方千米，當中陸地面積為2.98平方千米，而水域面積為0.00平方千米。當地共有人口1832人，而人口密度為每平方千米614人。